# Nagrada hrvatskog glumišta za najbolju kazališnu scenografiju
Popis dobitnika Nagrade hrvatskog glumišta u kategoriji najbolje kazališne scenografije. Svake parne godine se dodjeljuje u kategoriji Drame/Operete/Mjuzikl ili Ples, a neparne u kategoriji Drame/Opere ili Balet.
1992./1993. Zlatko Kauzarić Atač

1993./1994. Drago Turina

1994./1995. Dalibor Laginja

1995./1996. Dinka Jeričević

1996./1997. Zlatko Kauzarić Atač

1997./1998. Nenad Fabijanić

1998./1999. Tanja Lacko, Rene Medvešek

1999./2000. Miljenko Sekulić

2000./2001. Dinka Jeričević

2001./2002. Tihomir Milovac

2002./2003. Ivo Knezović

2003./2004. Miljenko Sekulić

2004./2005. Drago Turina

2005./2006. Goran Petercol

2006./2007. Damir Zlatar Frey

2007./2008. Numen

2008./2009. Ozren Prohić, Marta Crnobrnja

2009./2010. Dinka Jeričević

2010./2011. Mojmir Mihatov, Darko Petković

2011./2012. Darko Petrović

2012./2013. Stefano Katunar

2013./2014. Lina Vengoechea

2014./2015. Tanja Lacko

2015./2016. Damir Zlatar Frey

2016./2017. Dinka Jeričević

2017./2018. Irena Kraljić

2018./2019. Zdravka Ivandija

2019./2020. Ivo Knezović

2020./2021. Stefano Katunar

2021./2022. Vesna Režić

2022./2023. Marin Gozze

2023./2024. Stefano Katunar